# دارلین سی. هافمن
دارلین سی. هافمن (انگلیسی: Darleane C. Hoffman؛ زاده ۸ نوامبر ۱۹۲۶) یک دانشمند در زمینه شیمی هسته‌ای اهل ایالات متحده آمریکا است.